# Harry Gray
Harry Barkus Gray (Woodburn, Kentucky, 1935. november 14. –) amerikai kémikus, jelenleg a Kaliforniai Műszaki Egyetemen a kémia Arnold O. Beckman Professzora. Kémiai Wolf-díjat kapott 2004-ben.

## Tanulmányai
A Nyugat-Kentucky Egyetemen szerzett B.S szintű diplomát kémiából 1957-ben. Ezután szervetlen kémiával foglalkozott az Northwestern Egyetemen és itt megszerezte a PhD fokozatát Fred Basolo és Ralph G. Pearson témavezetése alatt 1960-ban. 1960-61 között a Koppenhágai Egyetemen posztdoktori ösztöndíjjal dolgozott, ahol Carl Ballhausen közösen a fémkomplexek elektronrendszerét vizsgálták. Miután végzett, New Yorkba ment a Columbia Egyetemre, ahol felvett egy fakultációs állást. 1961–1963 között asszisztens professzor 1963–1965 között társ professzor és 1965–1966 között rendes professzor volt.

## Wolf-díj
Gray 2004-ben Kémiai Wolf-díjat kapott, a bioszervetlen kémiában végzett úttörő munkájáért, a fehérjék struktúrájával és távolsági („long-range”) elektrontranszferével kapcsolatos új elvek kidolgozásáért.
Gray termékeny kutatást végzett a fémkomplexek kémiai kötéseinek, a szervetlen reakciók mechanizmusának, a szervetlen vegyületek mágneses magkémiájának és spektroszkópiájának megértésében. Tanulmányozta a trigonális prizma alakú komplexeket. Legjelentősebb munkája a kémia és biológia közötti kapcsolatok kidolgozása. A bioszervetlen kémia fontos és virágzó területének úttörőjeként számos alapvető felfedezést tett, melyek közül legfontosabb az élő rendszerekben zajló elektrontranszfer elméletének kidolgozása, atomi szintre lebontva.

## Publikációi
- Electron Tunneling Through Water: Oxidative Quenching of Electronically Excited Ru(tpy)22+ (tpy=2,2':6,2"-terpyridine) by Ferric Ions in Aqueous Glasses at 77 K, A. Ponce, H. B. Gray, and J. R. Winkler, J. Am. Chem. Soc. 2000, 122, 8187–8191.
- Bond-Mediated Electron Tunneling in Ruthenium-Modified High-Potential Iron-Sulfur Protein, E. Babini, I. Bertini, M. Borsari, F. Capozzi, C. Luchinat, X. Y. Zhang, G. L. C. Moura, I. V. Kurnikov, D. N. Beratan, A. Ponce, A. J. Di Bilio, J. R. Winkler, and H. B. Gray, J. Am. Chem. Soc. 2000, 122, 4532–4533.
- Electron Tunneling in Biological Molecules, J. R. Winkler, A. J. Di Bilio, N. A. Farrow, J. H. Richards, and H. B. Gray, Pure Appl. Chem. 1999, 71, 1753–1764.
- Optical Detection of Cytochrome P450 by Sensitizer-Linked Substrates, I. J. Dmochowski, B. R. Crane, J. J. Wilker, J. R. Winkler, and H. B. Gray, Proc. Natl. Acad. Sci. USA 1999, 96, 12987–12990.
- Substrates for Rapid Delivery of Electrons and Holes to Buried Active Sites in Proteins, J. J. Wilker, I. J. Dmochowski, J. H. Dawson, J. R. Winkler, and H. B. Gray, Angew. Chem. Int. Ed. 1999, 38, 90-92.
- Protein Folding Triggered by Electron Transfer, J. R. Telford, P. Wittung-Stafshede, H. B. Gray, and J. R. Winkler, Acc. Chem. Res. 1998, 31, 755-763.
- Electron Transfer in Proteins, H. B. Gray and J. R. Winkler, Annu. Rev. Biochem. 1996, 65, 537-561.
- Protein Folding Triggered by Electron Transfer, T. Pascher, J. P. Chesick, J. R. Winkler, and H. B. Gray, Science 1996, 271, 1558–1560.
- Electron-Tunneling in Proteins - Coupling Through a b-Strand, R. Langen, I-J. Chang, J. P. Germanas, J. H. Richards, J. R. Winkler, and H. B. Gray, Science 1995, 268, 1733–1735.
- Mechanism of Catalytic Oxygenation of Alkanes by Halogenated Iron Porphyrins, M. W. Grinstaff, M. G. Hill, J. A. Labinger, and H. B. Gray, Science 1994, 264, 1311–1313